# Milestones (The Rolling Stones)
Milestones is een verzamelalbum van de The Rolling Stones, uitgegeven in 1972.
Het album bereikte nummer 14 in de Britse hitlijst.

## Nummers
- Alle nummers zijn geschreven door Mick Jagger en Keith Richards tenzij anders is aangegeven.

1. "(I Can't Get No) Satisfaction"
2. "She's a Rainbow" (met intro)
3. "Under My Thumb"
4. "I Just Want to Make Love to You" (Willie Dixon)
5. "Yesterday's Papers"
6. "I Wanna Be Your Man" (Lennon-McCartney)
7. "Time Is on My Side" (Norman Meade)
8. "Get Off of My Cloud"
9. "Not Fade Away" (Norman Petty/Charles Hardin)
10. "Out of Time"
11. "She Said Yeah" (Rody Jackson/Don Christy)
12. "Stray Cat Blues"